# Thijs Dallinga
Thijs Dallinga (* 3. August 2000 in Groningen) ist ein niederländischer Fußballspieler. Aktuell steht er beim FC Bologna in der Serie A unter Vertrag.

## Karriere

### Im Verein
Dallinga begann das Fußballspielen in der Jugendabteilung des VV Siddeburen und des VV Hoogezand aus der Provinz Groningen. 2012 schließlich schloss er sich dem FC Emmen an, wo er die weiteren Jugendmannschaften durchlief. Am 27. November 2017 gab er sein Debüt in der Profimannschaft des FC Emmen, die in der zweitklassigen Jupiler League spielte, beim 2:1-Sieg gegen den MVV Maastricht. Zu Saisonende kam er des Öfteren zum Einsatz und konnte bei der 2:3-Niederlage gegen Telstar sogar sein erstes Tor in der Liga erzielen.
Nach Saisonende wechselte Dallinga jedoch zum FC Groningen, wo er zunächst für die zweite Mannschaft, die Derde Divisie spielte, eingeplant war. Dort kam er auch regelmäßig zum Einsatz, daneben spielte er für die A-Jugend von Groningen. Zur Saison 2019/20 wurde die zweite Mannschaft von Groningen vom Spielbetrieb in der Derde Divisie abgemeldet, und Dallinga wurde in die erste Mannschaft übernommen. Dort stand er zu Saisonbeginn einige Male im Kader für Spiele in der Eredivisie, kam jedoch zu keinem Einsatz. Sein Debüt in der Eredivisie gab er schließlich am 12. Dezember 2020 beim 2:0-Sieg gegen den RKC Waalwijk, bei dem er in der 74. Spielminute für Jørgen Strand Larsen eingewechselt wurde. Er kam in der Saison noch zu weiteren Kurzeinsätzen in der Liga, konnte sich aber nicht durchsetzen. Nach Saisonende verließ er den FC Groningen.
Daraufhin wechselte Dallinga zu Excelsior Rotterdam in der Eerste Divisie, wo er auf Anhieb Stammspieler wurde. Sein Debüt für das von Marinus Dijkhuizen trainierte Team gab er am 6. August 2021 bei der 0:1-Niederlage gegen TOP Oss. Sein erstes Tor konnte er direkt am 13. August 2021 beim 2:1-Sieg gegen Roda Kerkrade erzielen. Am 3. September 2021 gelangen ihm beim 5:0-Sieg gegen den FC Den Bosch vier Tore, dies konnte er beim 5:2-Sieg gegen Telstar am 6. November 2021 sogar noch einmal wiederholen. Insgesamt gelangen Dallinga in den ersten 20 Spielen vor der Winterpause 25 Treffer, wodurch er auf dem Weg war, den Torrekord von Joop Schuman aus der Saison 1961/62 zu brechen, in der dieser 44 Tore erzielte. Am Ende der Saison standen 32 Treffer zu Buche, wodurch er Torschützenkönig der Liga wurde. Außerdem qualifizierte er sich mit seinem Verein Excelsior Rotterdam für die Aufstiegsplayoffs. Nachdem sie sich in den ersten beiden Runden gegen Roda Kerkrade und Heracles Almelo durchgesetzt hatten, trafen sie im Finale der Playoffs auf ADO Den Haag. Nachdem das Hinspiel 1:1-Unentschieden ausgegangen war, lag Rotterdam im Rückspiel nach 47 Minuten bereits 0:3 zurück, unter anderem hatte Dallinga in der 29. Spielminute einen Elfmeter verschossen. Allerdings konnte Rotterdam den Rückstand noch aufholen und rettete sich durch den 3:3-Ausgleich durch Dallinga in der 3. Minute der Nachspielzeit in die Verlängerung. Letzten Endes konnte sich Dallinga mit seiner Mannschaft mit 12:11 nach Elfmeterschießen durchsetzen und stieg somit in die Eredivisie auf.
Im Juli 2022 verließ der Niederländer sein Heimatland und wechselte nach Frankreich zum Aufsteiger in die Ligue 1 FC Toulouse. Dort debütierte er am 1. Spieltag beim 1:1-Unentschieden gegen den OGC Nizza, bei dem Dallinga direkt in der Startformation stand und auch sein erstes Tor für seinen neuen Verein erzielen konnte. Insgesamt konnte er sich schnell bei seinem neuen Verein etablieren und stand oftmals in der Startformation seiner Mannschaft, mit vier Toren aus der Hinrunde jedoch nicht an seine Trefferquote des Vorjahres anknüpfen. Beim 7:1-Sieg gegen den FC Lannion in der 3. Runde des Coupe de France konnte er allerdings seinen ersten Doppelpack erzielen.
Im Juli 2024 wechselte er zum FC Bologna und unterschrieb dort einen Vertrag bis 2029.

### In der Nationalmannschaft
2018 wurde Dallinga von Trainer Maarten Stekelenburg in der Kader der niederländischen U-19-Nationalmannschaft für drei Freundschaftsspiele berufen. Sein Debüt gab er am 14. November 2018 beim 4:0-Sieg gegen Armenien. Am 20. November 2018 konnte er beim 2:1-Sieg gegen Portugal nur acht Minuten nach seiner Einwechselung den Siegtreffer erzielen. Im September 2022 wurde er erstmals für die U-21 seines Landes nominiert und debütierte am 23. September 2022 beim 2:1-Sieg gegen Belgien, bei dem er in der 85. Spielminute für Xavi Simons eingewechselt wurde.

## Erfolge
FC Toulouse
- Französischer Pokalsieger: 2022/23

FC Bologna
- Italienischer Pokalsieger: 2024/25

 Individuell 
- Torschützenkönig der Eerste Divisie: 2021/22